# Tambo (Ucayali)
Tambo (špa. Río Tambo) je rijeka u Južnoj Americi, u Peruu, koja nastaje sutokom rijeka Perené i Ene kod grada Puerto Prado, 400 m iznad razine mora. 
Rijeka Tambo nakon 159 km svoka toka, sutokom s rijekom Urubamba, na nadmorskoj visini od 287 m formira rijeku Ucayali, koja je jedna od dvije glavne pritoka rijeke Amazone. Rijeka Tambo je dio vodotok koji vodi do najudaljenijeg izvora Amazone.